# 中村寿文
中村 寿文（中村 壽文、なかむら としふみ、1939年8月4日 - 2024年12月1日）は、日本の政治家。元青森県議会議員（7期）、元八戸市長（1期）。

## 来歴・人物
父は衆議院議員で八戸市長を務めた中村拓道。青森県立八戸高等学校、慶應義塾大学法学部卒業。東北電力、衆議院議員船田中秘書を務める。父の死後、1976年・1979年・1980年の衆議院選挙に立候補するが落選。1976年は七日会保守系無所属候補、1979年と1980年は新自由クラブ公認候補だった。
1983年の青森県議会議員選挙で八戸市から無所属で立候補し、トップ当選。以後5期青森県議を務める（そのうち4期はトップ当選）。この間県議会副議長・県監査委員などを歴任し、自民党の会派に加わり、大島派として大島理森を支えた。
2001年10月28日執行の八戸市長選挙に田名部派無所属候補として組織票を背景に立候補。かつては田名部派であった大島派無所属候補の金入明義ら3人を破り、当選。市長任期中に八戸圏域水道企業団企業長、全国水道企業団協議会東北地区協議会長を併任。人柄の中村として知られた。2005年10月30日執行の市長選挙に再選を目指して立候補するも、小林眞に僅差で敗れ落選（小林：54,745票、中村：51,557票）。
2007年4月の青森県議会議員選挙でトップ当選。民主党に入り、2011年4月の県議選では通算7回目の当選。2015年4月の県議選には立候補せず政界から引退した。
2021年11月3日、秋の叙勲において旭日中綬章を受章。
2024年12月1日午前5時13分、老衰のため八戸市の病院で死去。85歳没。

## 政策
市長在任中は「住んで良かった住んでみたい、子どもたちが誇れる魅力ある八戸」づくりを目指し、海洋立市・教育立市・環境立市を掲げた。また、市長選においては市町村合併にあたっては「14市町村の大同合併」を掲げ、八戸地域の合併協議で階上町が離脱した際も当初は7市町村での合併を目指したと言われている。